# Æthelbald (roi de Mercie)
Vous lisez un « bon article » labellisé en 2013.
Pour les articles homonymes, voir Æthelbald.
Æthelbald, Aethelbald ou Ethelbald est roi de Mercie de 716 à sa mort, en 757.
Issu d'une branche cadette de la famille royale mercienne, Æthelbald est chassé du royaume par son cousin Ceolred dans la première moitié des années 710 et se réfugie auprès de l'ermite Guthlac de Croyland, qui lui aurait prédit son avènement. Il s'empare du pouvoir à la mort de Ceolred.
Durant son long règne de trente-neuf ans, Æthelbald exerce sa domination sur les royaumes anglo-saxons voisins, redonnant à la Mercie la prééminence qu'elle a connue au siècle précédent sous les rois Penda et Wulfhere. Le chroniqueur Bède le Vénérable, son contemporain, le décrit ainsi comme suzerain de toute l'Angleterre au sud du Humber, bien qu'il n'apparaisse pas dans la liste des bretwaldas dressée dans la Chronique anglo-saxonne. Il joue aussi un rôle important dans les affaires religieuses en participant au concile de Clofesho et en exemptant d'impôts toutes les églises de son royaume.
Æthelbald est tué par ses gardes du corps en 757. Son successeur Beornred, d'origine inconnue, règne moins d'un an avant d'être remplacé par Offa, qui poursuit l'expansion commencée par Æthelbald. Ce dernier laisse à la postérité une image négative, notamment en raison d'une lettre que lui adresse le missionnaire Boniface pour lui reprocher ses nombreux manquements à la morale chrétienne.

## Biographie

### Origines
Æthelbald est issu de la lignée royale de Mercie. Son père, nommé Alweo ou Alwih, n'a jamais régné, mais il est possible que son grand-père Eowa ait partagé le trône avec son frère Penda pendant un certain temps. La Chronique anglo-saxonne, qui date le règne de Penda de 626 à 656, ne mentionne pas Eowa, mais il figure dans deux autres sources d'origine celtique : la Historia Brittonum et les Annales Cambriae. Ces dernières mentionnent la mort d'Eowa en 644, lors de la bataille de Maserfield qui voit Penda triompher du roi Oswiu de Northumbrie. Le règne de Penda est mal connu, et la situation précise d'Eowa est difficile à établir : est-il le vassal de son frère, ou bien se sont-ils partagés la Mercie ? Si tel est le cas, Eowa règne vraisemblablement sur la moitié nord du royaume, car après la mort de Penda, Oswiu installe Peada, le fils de Penda, à la tête du sud de la Mercie. Il est même possible qu'Eowa ait combattu aux côtés d'Oswiu contre son frère à Maserfield.

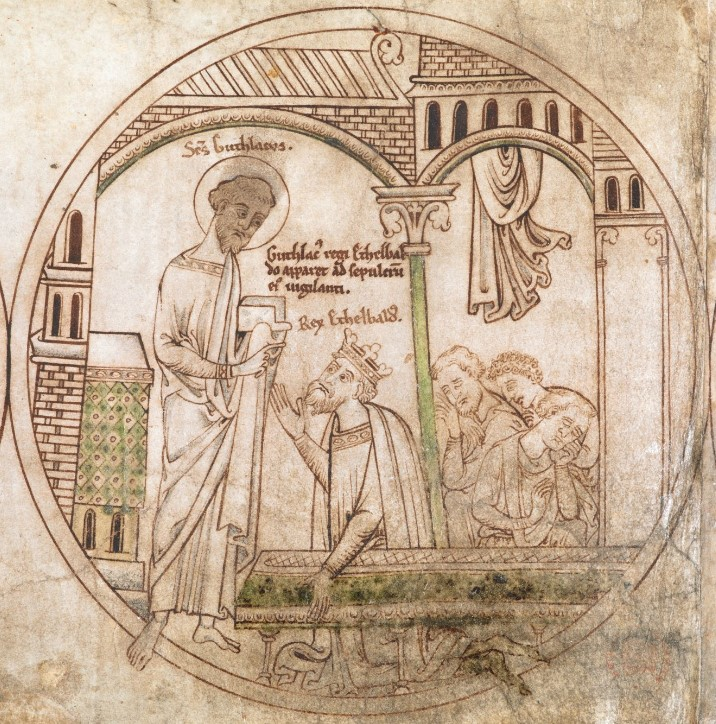
Guthlac apparaît à Æthelbald en rêve. Une vignette du Rouleau de Guthlac (début du XIIIe siècle).

Durant la jeunesse d'Æthelbald, ce sont des descendants de Penda qui règnent sur la Mercie : ses petits-fils Cenred (704-709) et Ceolred (709-716). Chassé du royaume par ce dernier, Æthelbald se réfugie dans les marais d'Est-Anglie, auprès de l'ermite Guthlac de Croyland, un autre membre de la famille royale de Mercie qui a choisi d'entrer dans les ordres. Guthlac apporte son soutien à Æthelbald, peut-être en raison de la politique d'oppression des monastères menée par Ceolred. Il est possible que l'appui de Guthlac ait joué un rôle important dans l'arrivée au pouvoir de son protégé : on sait en effet que le puissant évêque de Lichfield Headda lui a rendu visite dans son ermitage. Selon l'hagiographie de Guthlac, ce dernier serait apparu à Æthelbald après sa mort pour lui prédire son avènement au trône de Mercie. Après la réalisation de cette prédiction, Æthelbald fonde un sanctuaire richement décoré sur la tombe de Guthlac. Une tradition tardive lui attribue l'édification de l'abbaye de Crowland, mais la charte qui documente cette fondation est une forgerie.
Ceolred meurt en 716, pris d'une crise de démence lors d'un banquet selon le missionnaire anglais Boniface. Sa mort permet à Æthelbald de rentrer en Mercie, où il s'empare du pouvoir avant la fin de l'année. Une liste de rois mentionne un certain Ceolwald entre eux, mais cet individu (peut-être un frère de Ceolred), n'a pu régner davantage que quelques mois. Une nouvelle branche de la famille royale, celle issue d'Eowa, arrive ainsi sur le trône.

### La montée en puissance de la Mercie

Les royaumes de Grande-Bretagne à la fin du VIIe siècle, à la naissance d'Æthelbald.

Sous le règne d'Æthelbald, la Mercie connaît une montée en puissance qui dure jusqu'à la fin du VIIIe siècle. Elle bénéficie de souverains à la longévité remarquable pour l'époque : Æthelbald règne pendant trente-neuf ans, et si l'on excepte le bref règne de Beornred, son successeur Offa règne à son tour pendant trente-neuf ans. Pendant ce temps, onze rois se succèdent sur le trône de Northumbrie, dont beaucoup connaissent une mort violente.
Æthelbald parvient à réunir sous sa férule toute l'Angleterre au sud de l'Humber avant 731 : le chroniqueur northumbrien Bède le Vénérable écrit à cette date que « toutes ces provinces […] sont assujetties à Æthelbald, roi des Merciens ». Cependant, il subsiste peu de traces écrites de la relation entre Æthelbald et les rois qui lui étaient soumis. Les chartes, documents par lesquels des rois accordent des terres à des serviteurs ou à des ecclésiastiques, sont des documents cruciaux pour comprendre les relations de pouvoir à l'époque,.
La progression de l'influence d'Æthelbald est le mieux documentée pour le Kent et le Wessex. Lorsque Æthelbald arrive au pouvoir, ces deux royaumes ont à leur tête des souverains puissants : Wihtred et Ine. Le premier meurt en 725 et le second abdique l'année suivante pour se rendre en pèlerinage à Rome. D'après la Chronique anglo-saxonne, son successeur Æthelheard doit combattre la même année un ealdorman apparenté à la lignée royale nommé Oswald. Æthelheard triomphe de son adversaire, mais divers éléments tendent à montrer qu'il règne sous l'autorité de la Mercie, peut-être parce qu'Æthelbald lui est venu en aide pour battre Oswald. L'émancipation des Saxons du Sud vis-à-vis des Saxons de l'Ouest au début des années 720 constitue peut-être un signe de l'influence croissante d'Æthelbald dans la région, à moins qu'elle ne soit à porter au crédit du Kent.
Æthelbald apparaît sur plusieurs chartes du Kent comme patron d'églises dans ce royaume. Cependant, rien ne permet d'affirmer que son consentement est requis pour la cession de terres, et il subsiste des chartes des rois du Kent Æthelberht et Eadberht édictées sans qu'Æthelbald soit nommé. Il n'existe donc pas de preuves de sa domination directe sur ce royaume, même s'il est possible que les chartes témoignant de sa suzeraineté se soient tout simplement perdues. L'histoire de l'Essex est moins bien connue, mais c'est vers cette époque que la ville de Londres commence à être rattachée au royaume de Mercie. Ce processus a débuté avant l'avènement d'Æthelbald : une charte d'Essex qui accorde Twickenham à l'évêque de Londres Waldhere est confirmée par trois de ses prédécesseurs (Æthelred, Cenred et Ceolred). La transition vers un contrôle mercien de la ville semble achevée sous son règne : des chartes du Kent démontrent qu'il contrôle Londres, et l'une des premières chartes d'Offa, qui concerne un terrain près de Harrow, n'inclut même pas le roi des Saxons de l'Est dans la liste des témoins,. En revanche, malgré la rareté des chartes du Sussex, celles qui existent montrent que les cessions peuvent s'y faire sans l'accord d'Æthelbald.
Æthelbald a également recours à la force pour assurer sa domination. En 733, il entre en campagne contre le Wessex et s'empare de la résidence royale de Somerton, dans le Somerset. La Chronique anglo-saxonne rapporte également que Cuthred « guerroya avec audace contre Æthelbald, roi de Mercie » en 740. Trois ans plus tard, Cuthred et Æthelbald apparaissent pourtant alliés contre les Gallois. Le premier est peut-être contraint d'apporter son aide au second : on connaît des exemples similaires au VIIe siècle sous les règnes de Penda et Wulfhere. Les deux rois s'affrontent à nouveau en 752, et une version de la Chronique rapporte que Cuthred « le [Æthelbald] mit en déroute » à Burford, dans l'Oxfordshire. Æthelbald semble avoir rétabli son autorité sur les Saxons de l'Ouest avant de mourir : le roi Cynewulf apparaît comme témoin sur une charte d'Æthelbald au tout début de son règne, en 757. Au Nord, Æthelbald profite en 740 de l'absence du roi Eadberht de Northumbrie, parti combattre les Pictes, pour ravager son royaume, allant peut-être jusqu'à incendier la ville d'York. Il est possible qu'Æthelbald ait été allié au roi picte Óengus mac Fergusa lors de cette campagne.

### Titres

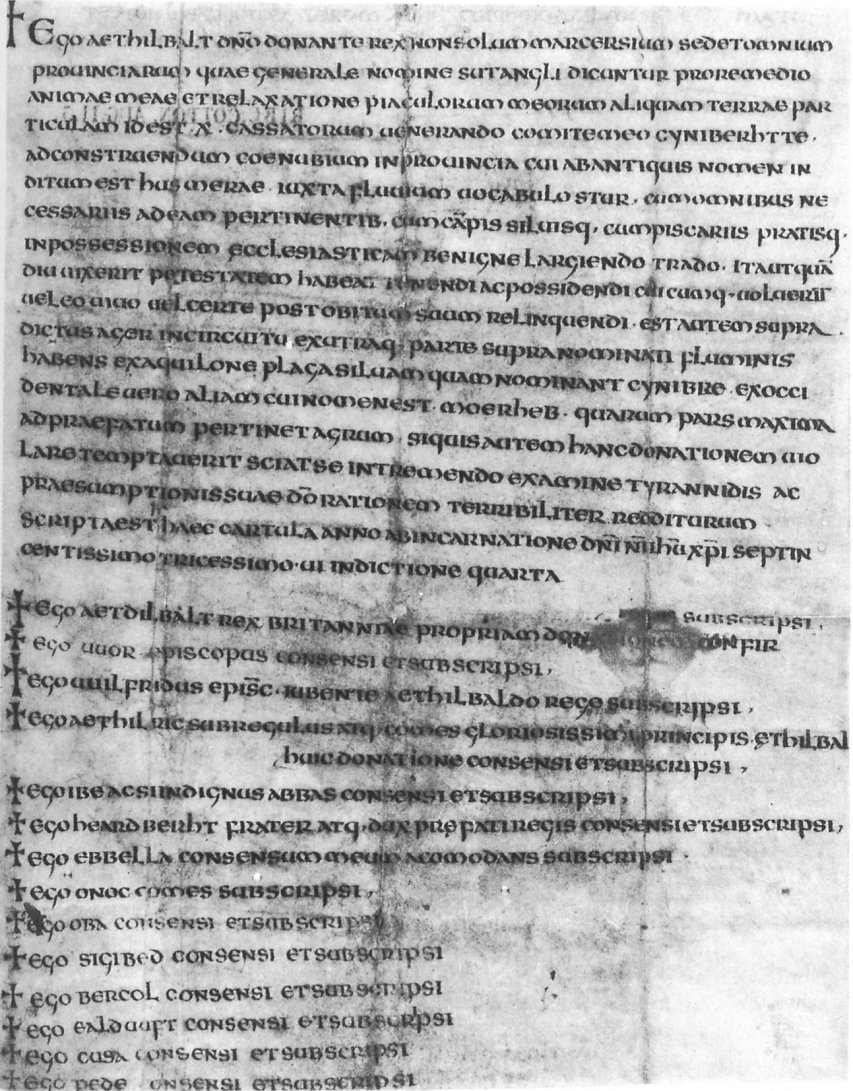
Le diplôme d'Ismere.

Dans son Histoire ecclésiastique du peuple anglais, Bède le Vénérable distingue sept rois anglo-saxons, dont les règnes s'étendent entre la fin du Ve et la fin du VIIe siècle, qui auraient exercé un imperium sur le Sud de l'Angleterre. L'historien David Kirby suggère que Bède aurait pu voir dans ces rois des précurseurs d'Æthelbald. La Chronique anglo-saxonne reprend ces sept rois et leur attribue le titre de bretwalda (ou brytenwalda), dont le sens et la réalité qu'il recouvre restent sujets à débat. Bien qu'elle soit de deux siècles postérieure à Bède, la Chronique n'ajoute qu'un roi à la liste, Ecgberht de Wessex (802-839), omettant donc les puissants rois de Mercie des VIIe et VIIIe siècles. Les intentions du chroniqueur à l'origine de cet ajout sont incertaines : il souhaitait peut-être simplement ajouter Ecgberht à la liste, sans pour autant dénier aux rois de Mercie un pouvoir équivalent. Néanmoins, il s'agit presque certainement d'un chroniqueur originaire du Wessex, et il pourrait avoir refusé d'intégrer Æthelbald et Offa à la liste par fierté régionale.
Une illustration frappante de la puissance d'Æthelbald figure dans le diplôme d'Ismere, une charte de 736 enregistrant une donation du roi à l'ealdorman Cyneberht. Elle décrit Æthelbald comme étant « roi non seulement des Merciens, mais aussi de toutes les provinces qui sont appelées du nom général d'Anglaises du Sud », et dans la liste des témoins, il reçoit le titre de rex Britanniae, « roi de Bretagne »,. Pour Frank Stenton, « il ne peut s'agir que d'un équivalent latin du titre anglais de bretwalda », mais la concentration spatiale et temporelle des titres grandiloquents attribués à Æthelbald (tous proviennent de chartes émises dans la région de Worcester dans les années 730) pourrait impliquer qu'il s'agissait d'un phénomène purement local.

### Relations avec l'Église

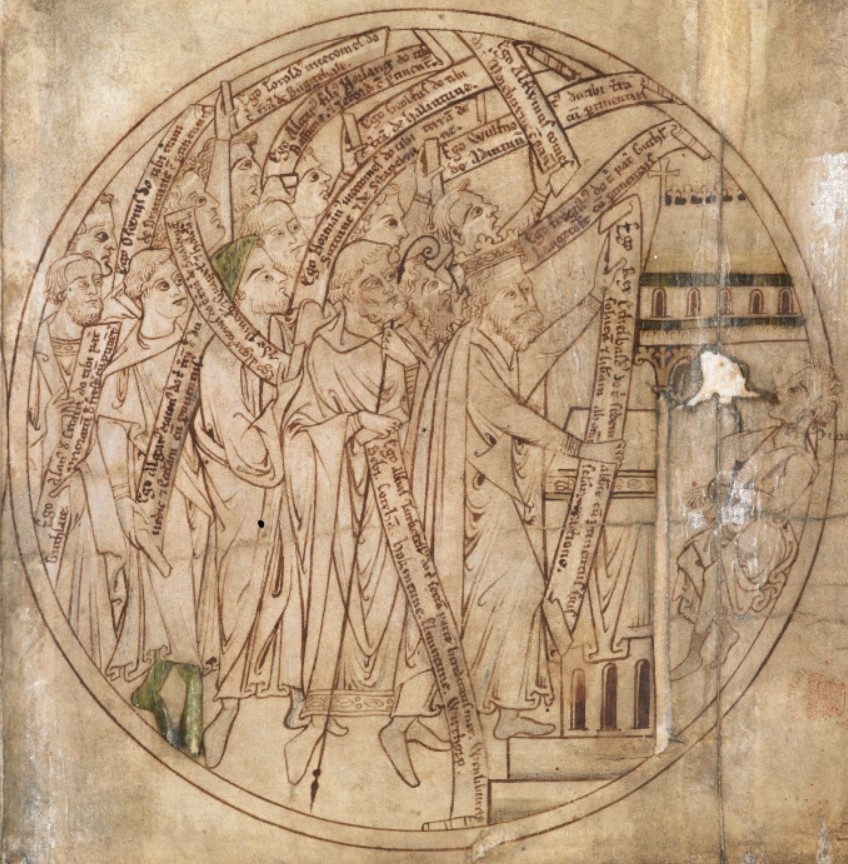
Æthelbald est représenté aux côtés d'autres bienfaiteurs de l'abbaye de Crowland dans cette vignette du Rouleau de Guthlac (début du XIIIe siècle).

En 745 ou 746, Boniface de Mayence, le principal missionnaire anglais actif en Germanie, envoie avec sept autres évêques une lettre à Æthelbald. Il lui reproche avec virulence ses nombreux péchés : captation de revenus ecclésiastiques, violation des privilèges de l'Église, imposition du travail forcé au clergé et fornication avec des religieuses. La lettre implore Æthelbald de prendre femme et de cesser de se livrer au péché de luxure. Boniface l'adresse d'abord à l'archevêque d'York Ecgberht en lui demandant de corriger ses erreurs, et il charge Herefrith, un prêtre qui avait l'oreille du roi par le passé, de lui lire la lettre en personne,. Boniface a beau saluer la foi d'Æthelbald et le complimenter pour ses aumônes, c'est sa violente critique du comportement du roi qui est restée dans les mémoires. L'image du roi dans la postérité est également noircie par une liste de donations de l'abbaye de Gloucester datant du IXe siècle, qui affirme qu'Æthelbald avait « poignardé ou frappé » à mort le parent d'une abbesse mercienne,.
En dépit des critiques de Boniface, Æthelbald joue clairement un rôle actif dans les affaires ecclésiastiques de son temps. Ainsi, il influence peut-être la nomination des archevêques de Cantorbéry Tatwine, Nothhelm et Cuthbert, tous trois originaires de Mercie. En 747, il assiste au concile de Clofesho, censé réguler les relations entre le monde séculier et le clergé, dont il condamne plusieurs excès, et pourrait même l'avoir présidé,. Deux ans plus tard, au synode de Gumley dans le Leicestershire, Æthelbald édicte une charte qui libère de toute obligation les terres ecclésiastiques, hormis celle de construire forts et ponts (des obligations relevant de la trinoda necessitas qui s'étendent à tous à l'époque). Parmi les témoins de cette charte, on ne trouve que des évêques de Mercie, et il est possible qu'elle n'ait pas été appliquée en dehors du royaume, mais il est également possible qu'elle s'inscrive dans un programme de réformes inspiré par Boniface et lancé à Clovesho,.

### Mort

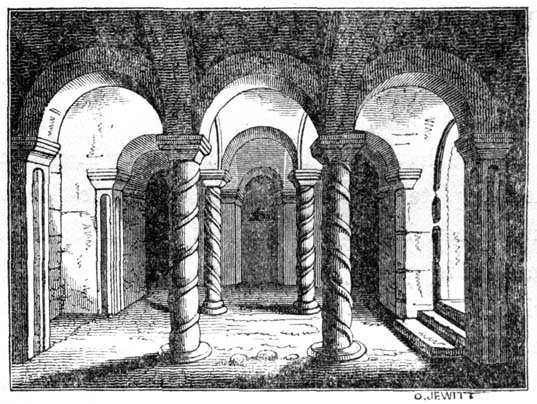
Gravure du XIXe siècle représentant la crypte de Repton où est inhumé Æthelbald.

Æthelbald est tué en 757 à Seckington, dans l'actuel Warwickshire, près de la résidence royale de Tamworth. D'après une continuation anonyme de l'Histoire ecclésiastique du peuple anglais de Bède, il est « traîtreusement assassiné de nuit par ses propres gardes du corps », mais leur mobile n'est pas indiqué. Un certain Beornred, d'ascendance inconnue, lui succède brièvement avant d'être chassé par Offa, un autre descendant d'Eowa.
Æthelbald est inhumé à Repton, dans une crypte encore visible aujourd'hui. L'église monacale qui se dresse sur le site à l'époque est probablement une fondation d'Æthelbald destinée à abriter les sépultures royales : Wiglaf et Wigstan y sont également enterrés au IXe siècle,,. Une lettre de Boniface rapporte une vision qu'aurait eue un contemporain plaçant Æthelbald en enfer, ce qui renforce l'idée d'un roi qui n'est pas universellement bien considéré,.
Un fragment d'une croix de pierre retrouvé à Repton présente, sur l'une de ses faces, l'image gravée d'un cavalier de type germanique portant une cotte de mailles, une épée et un bouclier, avec un diadème ceignant son front. Il pourrait s'agir d'un mémorial à Æthelbald.

### Sources primaires
- (en) Alan Orr Anderson (trad. du latin), Scottish Annals from English Chroniclers A.D. 500–1286, Londres, D. Nutt, 1991 (1re éd. 1908), 403 p. (ISBN 1-871615-45-3, OCLC 1248209).
- (en) Boniface (trad. Ephraim Emerton), The Letters of Saint-Boniface, New York, Ocatagon Books, 1973 (1re éd. 1940).
- Bède le Vénérable (trad. Philippe Delaveau), Histoire ecclésiastique du peuple anglais, Gallimard, coll. « L'Aube des peuples », 1995, 399 p. (ISBN 2-07-073015-8).
- (en) Ephraim Emerton et Thomas F. X. Noble (éd.), The Letters of St.Boniface : With a New Introduction and Bibliography, New York, Columbia University Press, 2000 (1re éd. 1940) (ISBN 0-231-12093-1).
- (en) Michael Swanton, The Anglo-Saxon Chronicle, New York, Routledge, 1996, 363 p. (ISBN 0-415-92129-5, lire en ligne).

### Sources secondaires
- (en) Martin Biddle et Birthe Kjølbye-Biddle, « Repton », dans Michael Lapidge, John Blair, Simon Keynes et Donald Scragg (éd.), The Wiley Blackwell Encyclopedia of Anglo-Saxon England, Wiley Blackwell, 2014, 2e éd. (ISBN 978-0-470-65632-7).
- (en) James Campbell, Eric John et Patrick Wormald, The Anglo-Saxons, Londres, Penguin Books, 1991, 272 p. (ISBN 0-14-014395-5).
- (en) Richard Fletcher, Who's Who in Roman Britain and Anglo-Saxon England, Londres, Shepheard-Walwyn, 1989, 245 p. (ISBN 0-85683-089-5).
- (en) David Hill et Margaret Worthington, Aethelbald and Offa : Two Eighth-century Kings of Mercia, Oxford, Archaeopress, 2005, 138 p. (ISBN 1-84171-687-1).
- (en) Peter Hunter Blair, An Introduction to Anglo-Saxon England, Cambridge, Cambridge University Press, 1960.
- (en) Peter Hunter Blair, Roman Britain and Early England : 55 B.C. – A.D. 871, New York, W.W. Norton & Company, 1966, 292 p. (ISBN 0-393-00361-2).
- (en) S. E. Kelly, « Æthelbald (d. 757) », dans Oxford Dictionary of National Biography, Oxford University Press, 2004 (lire en ligne ).
- (en) Simon Keynes et Michael Lapidge, Alfred the Great : Asser's Life of King Alfred and other contemporary sources, Harmondsworth, Penguin Classics, 2004, 368 p. (ISBN 0-14-044409-2).
- (en) D. P. Kirby, The Earliest English Kings, Londres, Routledge, 2002, 258 p. (ISBN 0-415-24211-8, lire en ligne).
- (en) Frank M. Stenton, Anglo-Saxon England, Oxford, Clarendon Press, 1971, 765 p. (ISBN 0-19-821716-1).
- (en) Barbara Yorke, Kings and Kingdoms of Early Anglo-Saxon England, Londres, Seaby, 1990, 218 p. (ISBN 1-85264-027-8).